# AH-IV
AH-IV a fost o tanchetă proiectată în Cehoslovacia folosită de către România, Suedia și Iran în timpul celui de-al Doilea Război Mondial. Și România a creat un prototip (al versiunii R-1), numit R-1-a. Vehiculele românești au participat la conflict pe Frontul de Răsărit de la Operațiunea Barbarossa până la Ofensiva de la Viena. Douăzeci de vehicule au fost vândute Etiopiei, care le-a folosit până în anii 1980.

## Utilizarea în România
Armata română a fost de acord, la 1 aprilie 1936, să primească în componența ei tancul cehoslovac AH-IV, al cărui producător erau uzinele Českomoravská Kolben-Daněk (ČKD), prin urmare fiind comandate 35 de exemplare trei luni mai târziu. Versiunile AH-IV au beneficiat de o serie de modificări în conformitate cu doleanțele armatei române înainte de a fi livrate. Printre acestea se numărau îndepărtarea cupolei comandantului de deasupra turelei, micșorarea grosimii blindajului de la 15 la 12 mm și înlocuirea motorului Praga RHP original cu unul mai ușor, de 50 CP. Astfel, prin reducerea greutății vehiculului original cu peste 500 kg, s-a reușit creșterea autonomiei noii versiuni dar și scăderea consumului de carburant.
AH-IV, denumit R-1 în cadrul armatei române, a fost repartizat la escadroanele de recunoaștere mecanizate ale brigăzilor de cavalerie. Brigăzile 5, 6 și 8 de cavalerie au primit câte șase tancuri R-1, iar brigăzile 1, 7 și 9 de cavalerie au primit câte patru. Între 1941 și 1942, odată cu Corpul de Cavalerie (alcătuit din brigăzile 5, 6 și 8 cavalerie), au luat parte la acțiunile din sudul Ucrainei și din Caucaz, dar și din alte zone ale frontului unde au fost prezente unități de cavalerie (precum la Odessa). Centrul de Instrucție al Cavaleriei a retras tancul R-1 din dotarea armatei române drept consecință a înfrângerii de la Stalingrad.